# Račiněves
Račiněves település Csehországban, a Litoměřicei járásban. Račiněves Straškov-Vodochody, Martiněves, Kleneč, Vražkov, Přestavlky és Bříza településekkel határos. Lakosainak száma 633 fő (2024. január 1.).

## Népesség
A település lakosságának változását az alábbi diagram mutatja:
| Lakosok száma | 773  | 777  | 840  | 583  | 476  | 446  | 578  | 611  | 611  | 633  |
|               | 1869 | 1890 | 1921 | 1950 | 1980 | 2001 | 2017 | 2019 | 2022 | 2024 |